# Meryta brachypoda
Meryta brachypoda är en araliaväxtart som beskrevs av Hermann Harms. Meryta brachypoda ingår i släktet Meryta och familjen Araliaceae. Inga underarter finns listade.